# Bochlin (województwo zachodniopomorskie)
Bochlin – wieś w Polsce, położona w województwie zachodniopomorskim, w powiecie goleniowskim, w gminie Nowogard.
| SIMC    | Nazwa     | Rodzaj  |
| ------- | --------- | ------- |
| 0779822 | Ptaszkowo | kolonia |

W latach 1975–1998 miejscowość administracyjnie należała do województwa szczecińskiego.